# Batalla del Pas de Kasserine
La batalla del Pas de Kasserine tingué lloc durant la Segona Guerra Mundial durant la campanya de Tunísia. De fet van ser una sèrie de combats als voltants del Pas de Kasserine, una collada de 3 km a la Cadena del Gran Dorsal de les Muntanyes de l'Atles a la Tunísia central. Les forces de l'Eix que van participar de l'Exèrcit Panzer Italo-Alemany (el redenominat Exèrcit Panzer Africa, comandat del Mariscal de Camp Erwin Rommel i el V Exèrcit Panzer del General Hans-Jürgen von Arnim. Les tropes aliades provenien principalment del II Cos Americà, comandat pel Major General Lloyd Fredendall, que formava part del I Exèrcit britànic, comandat pel Tinent General Kenneth Anderson.
La Batalla del Pas de Kasserine és significativa perquè va ser la primera trobada a gran escala entre forces alemanyes i americanes durant la II Guerra Mundial, i les inexpertes tropes americanes, amb una comandància inepta, van patir greus pèrdues i van veure's obligades a retrocedir 80 km de les seves posicions inicials a l'oest del Pas de Faid en una cursa humiliant. La batalla ha estat descrita com el primer enfrontament d'uns aficionats contra els professionals. Després de la batalla es produïren diverses substitucions de comandants entre els americans. Quan els americans van tornar a enfrontar-se amb els alemanys, en alguns casos només unes setmanes després, ja eren considerablement més forts.

## Rerefons
El 8 de novembre de 1942, en el si de l'Operació Torxa, forces britàniques i americanes van desembarcar en diverses zones de la costa del Marroc i l'Algèria francesa, tot just uns dies després que el General Bernard Montgomery fes recular als alemanys a El Alamein. Comprenent el perill de tenir una guerra en dos fronts al nord d'Àfrica, es van transferir tropes italianes i alemanyes des de Sicília per ocupar Tunísia, a només una nit de navegació.
Fins i tot després dels desembarcament de Torxa, hi havia molt poca defensa organitzada al desert occidental. Més important encara va ser el nul esforç de les forces navals o aèries aliades per impedir el flux d'homes i material de l'Eix a Tunísia fins al final de la campanya i després que arribés un contingent destacat. A més, els aliats es movien molt lentament per mantenir el contacte amb els alemanys, intentant negociar amb els comandants locals de la França de Vichy. Es van fer diverses temptatives per aïllar Tunísia al novembre i al desembre de 1942, abans que poguessin arribar massa alemanys, però una pobre coordinació i un terreny excel·lent per a la defensa van permetre desembarcar als alemanys i als italians.
El 23 de gener de 1943, el 8è Exèrcit de Montgomery va conquerir Trípoli, que era la principal base de subministrament de Rommel. Aquest ho havia previst, fent que el camí sud cap a Tunísia que venia des de Trípoli fos ocupat per una extensa xarxa de posicions defensives conegudes com la Línia Mareth, construïda pels francesos per tal de protegir-se dels atacs italians originaris de Líbia. Amb les seves línies estabilitzades entre les Muntanyes de l'Atlas a l'oest i el Golf de Sidra a l'est, un petit nombre de forces de l'Eix hagués pogut aturar a les forces aliades.

### Faïd
Aquest pla trontollava perquè les forces aliades ja havien travessat l'Atlas i havien establert una base d'operacions avançada a la ciutat de Faïd, als turons del braç oriental de les muntanyes. Això els posà en una posició excel·lent per dirigir-se cap a la costa i aïllar les forces de Rommel a la Tunísia sud de les situades al nord, tallant-los la seva línia de subministrament. Òbviament, els alemanys no podien permetre que això succeís.

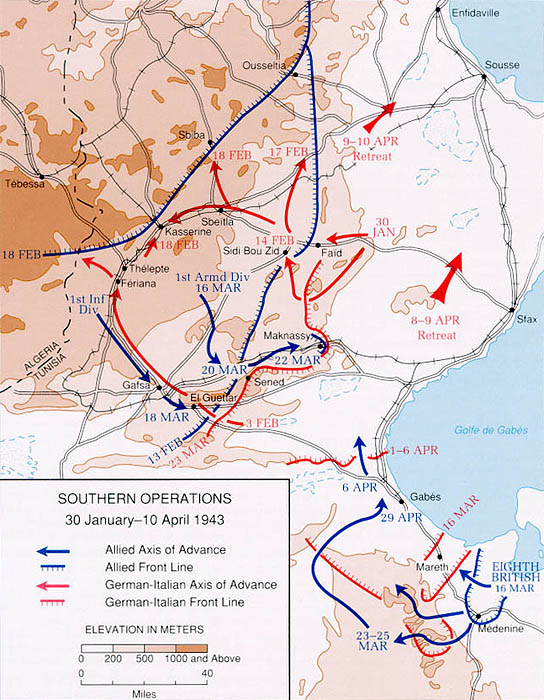
Operacions entre el 30 de gener i el 10 d'abril del 1943.

Elements del V Exèrcit Panzer de von Arnim van arribar fins a les posicions aliades als peus de les Muntanyes de l'Atlas oriental el 30 de gener. La 21a Divisió Panzer establí contacte amb els defensors francesos a Faïd i els van derrotar amb escasses dificultats. La 1a Divisió Blindada americana realitzà diversos intents per aturar el seu avanç, però es trobaren davant de la blitzkrieg clàssica: cada cop que atacaven una posició defensiva, descobrien que aquestes ja havien estat evacuades, sent llavors atacats pels soldats alemanys amb greus pèrdues. Després de 3 dies de combats, el II Cos Americà va veure's obligat a retirar-se fins als turons.
La major part de Tunísia va caure en mans alemanyes, i els accessos a la costa van quedar tots bloquejats. Els aliats encara mantenien l'interior, però semblava que a Rommel no li importés què succeïa des que les sortides havien estat bloquejades. Durant les dues setmanes següents, Rommel i els comandants de l'Eix debatien què havien de fer.

### Sidi Bou Zid
Rommel decidí que podria millorar la seva situació respecte als subministraments i disminuir l'amenaça americana sobre el flanc atacant dues bases de subministraments a l'oest del braç occidental de les muntanyes a Algèria. Si bé no tenia cap mena d'interès a mantenir els plans interiors de les muntanyes, un moviment ràpid podria conquerir els subministraments, així com desbaratar qualsevol acció americana.
El 14 de febrer, la 21a Divisió Panzer tornà a moure's cap a l'oest, atacant Sidi Bou Zid, a uns 16 km de Faïd, als plans interiors de les Muntanyes de l'Atlas. La batalla s'estengué tot un dia, però el mal ús dels blindats per part dels americans va fer que fossin derrotats, i al final de dia, l'Exèrcit Panzer Afrika havia guanyat el camp. L'endemà desbarataren un contraatac amb facilitat, i el 16 de febrer els alemanys es llançaren contra Sbeitla.
Sense terreny defensiu, les forces americanes es van retirar per establir noves posicions al Pas de Kasserine, al braç occidental de les muntanyes. En aquests moments, les forces americanes ja havien perdut 2.546 homes, 103 tancs, 280 vehicles, 18 canons, 3 canons anti-tanc i tota una bateria antiaèria.

## Batalla
El 19 de febrer, Rommel llançà un assalt. L'endemà, ell personalment comandà l'atac de la Desena Divisió Panzer, provinent del Cinquè Exèrcit Panzer de von Arnim al nord, esperant capturar les zones de subministraments, mentre que la 21a Divisió Panzer, també destacada del 5è Exèrcit, continuà atacant cap al nord, a través del congost de Sbiba.
Les línies americanes només van resistir uns minuts. Els seus canons lleugers i els seus tancs no tenien cap mena d'oportunitat cap a l'equipament pesat alemany, a més del fet que no tenien cap mena d'experiència en la guerra blindada. Els Panzers IV i els Tigers alemanys desbarataven qualsevol atac amb facilitat; els M3 Lee i els M3 Stuart tenien una potència de foc molt inferior i les seves tripulacions no tenien experiència. Sota un ferotge atac de blindats, les unitats americanes del Turó 13 van retirar-se durant la nit, refugiant-se de la 131a divisió blindada Centauro. Mentrestant, els comandants americans demanaven permís a l'alt comandament per preparar un contraatac o una barrera d'artilleria, però rebien l'autorització quan les línies havien quedat superades. Un cop més, la 1a Divisió Blindada es va trobar en posicions inútils, i al segon dia de l'ofensiva, dos dels 3 comandaments de combat havien estat destruïts mentre que el tercer estava generalment fora d'acció.
Després d'endinsar-se al pas, les forces alemanyes es dividiren en 2 grups, cadascun avançant per una de les dues carreteres que portaven cap a la sortida nord-oest del pas. Rommel es quedà amb el grup principal de la 10a Divisió Panzer a la carretera nord, direcció Thala, mentre que una força italo-germana recolzada pels tancs de la divisió blindada Centauro prenia la carretera sud cap a Haidra. Per combatre la força sud, les restes del comandament de combat B de la 1a Blindada avançà 30 km per encarar-los el 20 de febrer, però l'endemà es van veure incapaços d'aturar l'avanç de l'Eix.
La moral de les tropes americanes començava a caure ràpidament, i al vespre moltes tropes havien reculat, abandonant el seu equipament al camp. El pas estava completament obert, però una resistència desesperada de grups aïllats deixats enrere va fer alentir seriosament l'avanç alemany i, al segon dia, encara estaven en marxa diverses operacions de neteja mentre que els blindats de vanguàrdia seguien avançant.
La nit del 21 de febrer, la 10a Divisió Panzer estava als afores de la ciutat de Thala, amb dos enllaços de carreteres cap a Tébessa. Si la ciutat queia i els alemanys avançaven per la carretera sud, la 9a Divisió d'Infanteria nord-americana al nord podria veure's privada dels seus subministraments, i el Comandament de Combat B de la 1a Divisió Blindada quedaria atrapada entre la 10a Divisió Panzer i les seves unitats de suport. Tota l'artilleria de la 9a divisió d'infanteria americana, 48 canons pesats, que havien començat a moure's des de les seves posicions a l'oest el 17 de febrer van ser emplaçats aquella nit. Quan la batalla tornà a començar l'endemà, les defenses eren molt més fortes; la línia del front estava coberta per infanteria britànica, recolzades per peces d'artilleria americanes. Entre les forces britàniques hi havia el Derbyshire Yeomanry i el 17è/21è de Llancers (ambdues unitats blindades), que van guanyar Honors de Batalla Thala i Kasserine.
Amb unes línies sobreexteses i sense subministraments, Rommel decidí finalitzar l'ofensiva. Tement que el 8è Exèrcit podria travessar la Línia de Mareth llevat que la reforcés, començà a retirar-se cap a l'est. El 23 de febrer, un atac aeri sobre el pas dificultà la retirada alemanya, i a finals del 25 de febrer, el pas havia estat reocupat.

### Accions paral·leles
El 19 de febrer, l'atac de la 21a Divisió Panzer dirigit cap a Sbiba va ser aturat per elements de la 1a Brigada d'Infanteria de la Guàrdia britànica, el 2n Batalló dels Coldstream Guards.

## Després de la Batalla
Després de la batalla tots dos bàndols van estudiar els resultats. Rommel va menysprear tant l'equipament com l'habilitat de combat dels americans, i considerà que no eren una amenaça. Tanmateix, va elogiar algunes unitats, com el 2n Batalló del 13è Regiment Blindat o la 1a Divisió Blindada d'Orlando Ward. Va qualificar la defensa que aquestes unitats havien fet de Sbeitla com de "llesta i ben feta". Durant un temps després de la batalla, les unitats alemanyes van fer servir un gran nombre de vehicles americans capturats.
Pel seu costat, els aliats també van estudiar seriosament els resultats, i el General Dwight D. Eisenhower començà a reestructurar el comandament aliat creat un nou quarter general, el 18è Grup d'Exèrcits, comandat pel General Sir Harold Alexander, per millorar el control operatiu dels cossos i dels exèrcits dels 3 països aliats involucrats en la lluita, així com per millorar la seva coordinació, car ja hi havia hagut friccions significatives durant els mesos previs.

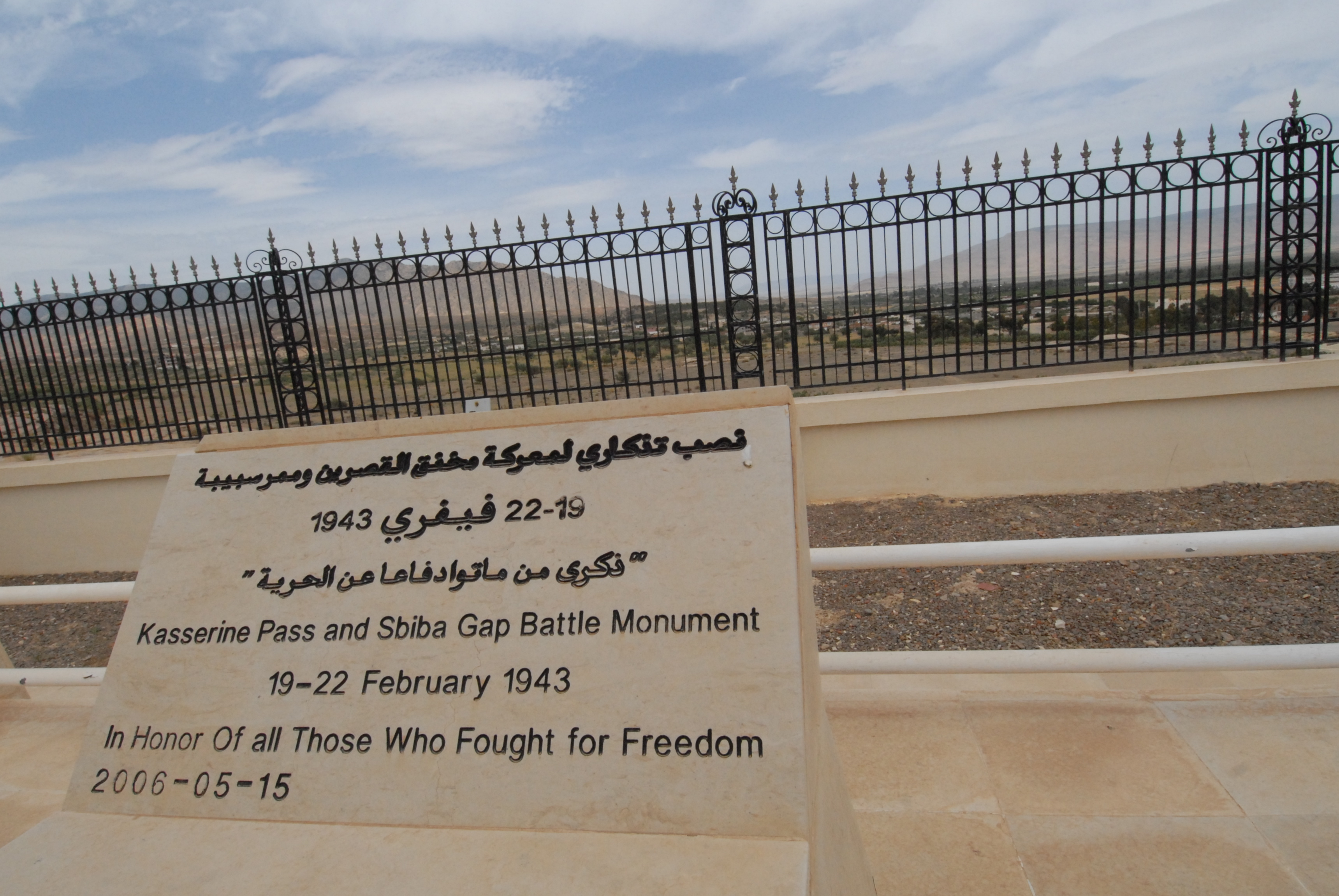
Cartell d'homenatge als morts en la Batalla del Pas de Kasserine i la Gorja d'Sbiba. El Pas s'albira al fons, darrere de les reixes.

Pel que fa a les forces americanes, el més important va ser que el comandant del II Cos, General Lloyd Fredendall va ser rellevat i destinat a un càrrec no-combatent durant la resta de la guerra. Eisenhower confirmà a través d'Omar Bradley i d'altres que els subordinats de Fredendall no tenien confiança en el seu comandant; el comandant del 1r Exèrcit britànic Tinent General Kenneth Anderson també pensava que Fredendall era un incompetent. El 6 de març, el Major General George Patton va ser posat al capdavant del II Cos, amb la missió explícita de millorar el rendiment. Bradley va ser nomenat assistent del Comandant del Cos, i posteriorment arribà a comandar el II Cos. Diversos oficials més van ser promoguts o retirats, com el brigadier Stafford Leroy Irwin, que comandava l'artilleria de la 9a Divisió i esdevingué un comandant de divisió amb èxit. Es potencià que els comandants decidissin al camp sense haver de demanar autorització als superiors, i s'urgí a fer que els llocs de comandament se situessin endavant (Fredendall havia construït un elaborat quarter general, altament fortificat, a gran distància darrera de les línies i rarament visità la línia del front. A més, Fredendall tendia a fragmentar les seves unitats, per la qual cosa les bosses aïllades de tropes eren fàcilment envoltades i superades.
Es van fer esforços per millorar el suport aeri i artiller, amb els quals hi havia dificultats per coordinar. Si bé la coordinació amb l'artilleria millorà significativament, la coordinació aèria no es resolgué satisfactòriament fins a la batalla de Normandia. També es posà èmfasi en mantenir les unitats juntes, en lloc d'assignar elements de cada divisió per a tasques separades, tal com Fredendall havia fet. El II Cos començà immediatament a lluitar amb les seves divisions com unitats cohesionades. Quan van arribar a Sicília, ja eren considerablement més fortes.